# جو درت
جو دِرْت (انگلیسی: Joe Dirt) یک فیلم کمدی ماجراجویی آمریکایی است که در سال ۲۰۰۱ منتشر شد.

## گزیدهٔ بازیگران
- دیوید اسپید در نقش جو دِرْت
- اریک پر سالیوان
- بریتنی دانیل
- دنیس میلر
- کریستوفر واکن
- جیمی پرسلی
- کید راک
- رزانا آرکت
- کارولین آرون
- فرد وارد
- برایان تامپسون
- بلیک کلارک
- همیلتون کمپ
- میتزی مارتین
- تایلر مین
- کوین فارلی
- رنس هاوارد
- استیون بریل
- ریچارد ریلی
- بری ترنر
- کوین نیلن
- کارسون دالی
- ادی مانی